# 1ES 1927+654
1ES 1927+654 è una galassia lenticolare classificata come galassia di Seyfert di tipo 2 e situata a 270 milioni di anni luce nella costellazione del Dragone. Nonostante sia in apparenza una galassia ordinaria, al suo centro ospita un nucleo galattico attivo (AGN) alimentato da un buco nero supermassiccio, responsabile di intensi lampi di raggi X.
La luminosità e l'oscillazione del nucleo si comportano in modo imprevedibile. Questa caratteristica ha reso 1ES 1927+654 oggetto di studi approfonditi attraverso osservazioni nello spettro della luce visibile, delle onde radio, dell'ultravioletto e dei raggi X. Le sue caratteristiche insolite hanno sollevato interrogativi sulle teorie classiche riguardanti i dischi di accrescimento e i buchi neri, portando alla pubblicazione di diversi articoli scientifici sull’argomento.
Il nome 1ES 1927+654 deriva dal catalogo dell'Einstein Slew Survey, una scansione del cielo nei raggi X realizzata dall'Osservatorio Einstein e pubblicata per la prima volta nel 1992.

## Scoperta
1ES 1927+654 fu catalogata per la prima volta durante l'Einstein Slew Survey, un programma volto a identificare le sorgenti di raggi X nel cielo. Le sue caratteristiche di emissione le hanno valso la classificazione come galassia di Seyfert.
Nel 2017 è stato osservato un drastico aumento della luminosità: la galassia è diventata circa 40 volte più luminosa nello spettro ultravioletto. Questo evento ha dato il via a studi di follow-up per comprenderne l'origine. Nel 2018, osservazioni dettagliate tramite telescopi a raggi X e ultravioletti hanno evidenziato una possibile rottura parziale o totale del disco di accrescimento dell'AGN. Il periodo dell'oscillazione quasi periodica (QPO) si è ridotto da 18 a 7,1 minuti in due anni, mostrando un'evoluzione senza precedenti. Sono previste ulteriori osservazioni nei raggi X e nelle onde gravitazionali per verificare le ipotesi sulle cause del fenomeno.
Nel 2020, alcuni studi hanno suggerito che l'estrema variabilità della galassia potesse essere legata all'instabilità del campo magnetico attorno al buco nero. Questo evento ha messo in discussione i modelli tradizionali di accrescimento dei buchi neri, ispirando nuove teorie sulla disgregazione dei nuclei galattici attivi.
Verso la fine del 2023, l'interferometria a lunghissima base ha osservato la formazione di getti di plasma in prossimità dell buco nero.

## Galleria d'immagini

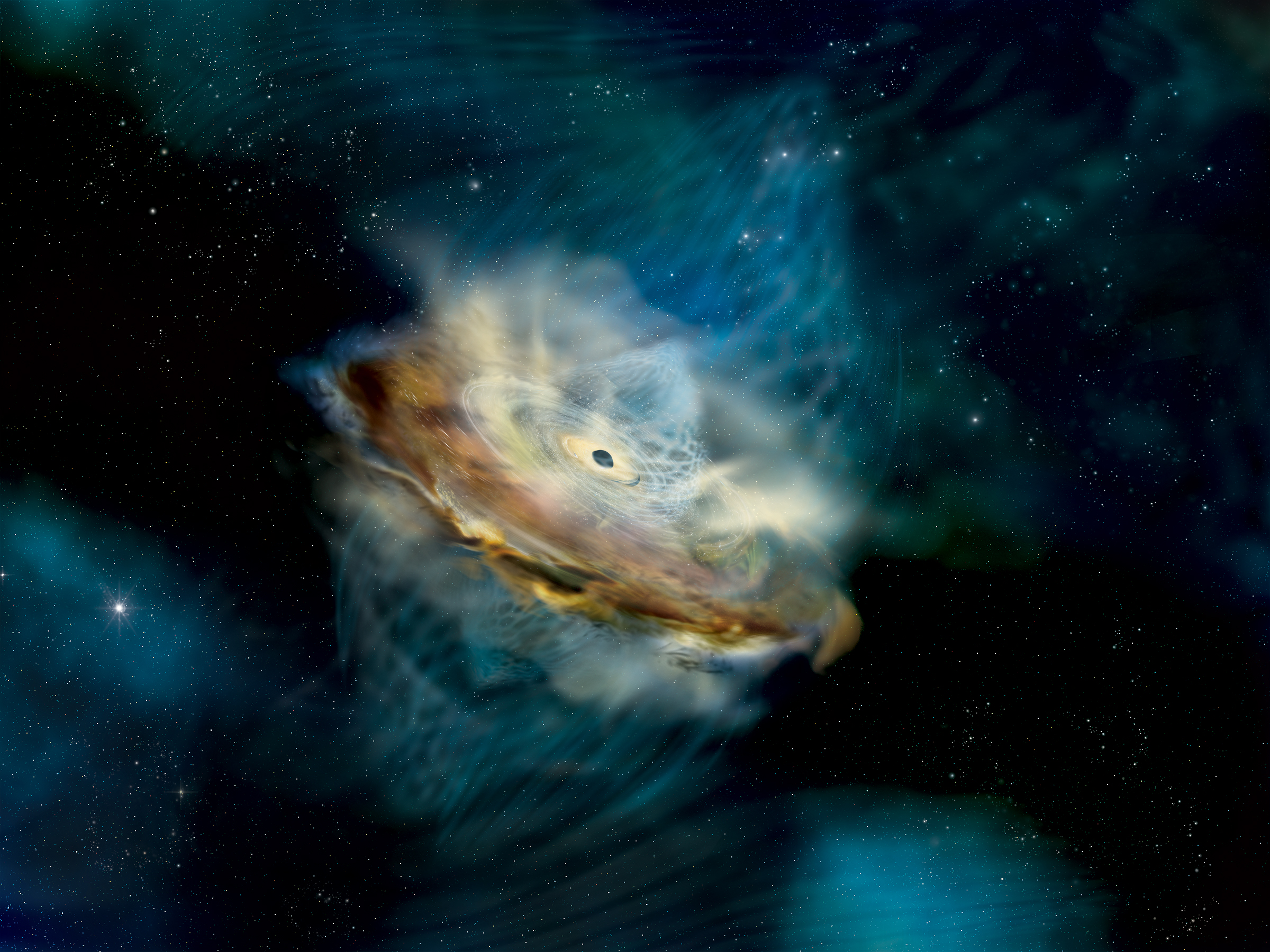
Questa illustrazione mostra il disco di accrescimento, la corona (deboli turbinii conici sopra il disco) e il buco nero supermassiccio di 1ES 1927+654. Crediti: NASA/Sonoma State University, Aurore Simonnet
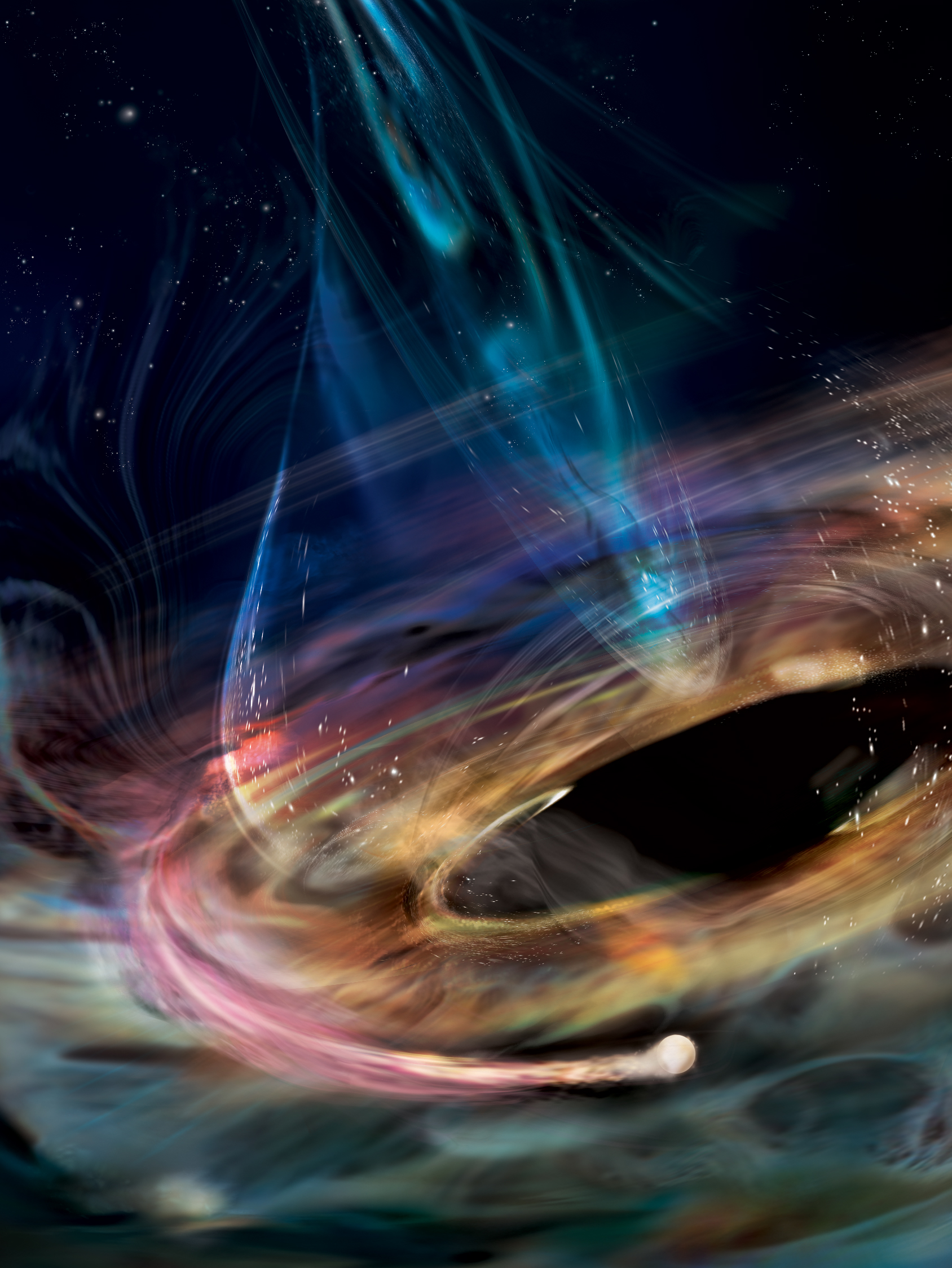
Ricostruzione artistica La materia viene strappata da una nana bianca (sfera in basso a destra) che orbita all'interno del disco di accrescimento più interno che circonda il buco nero supermassiccio di 1ES 1927+654.
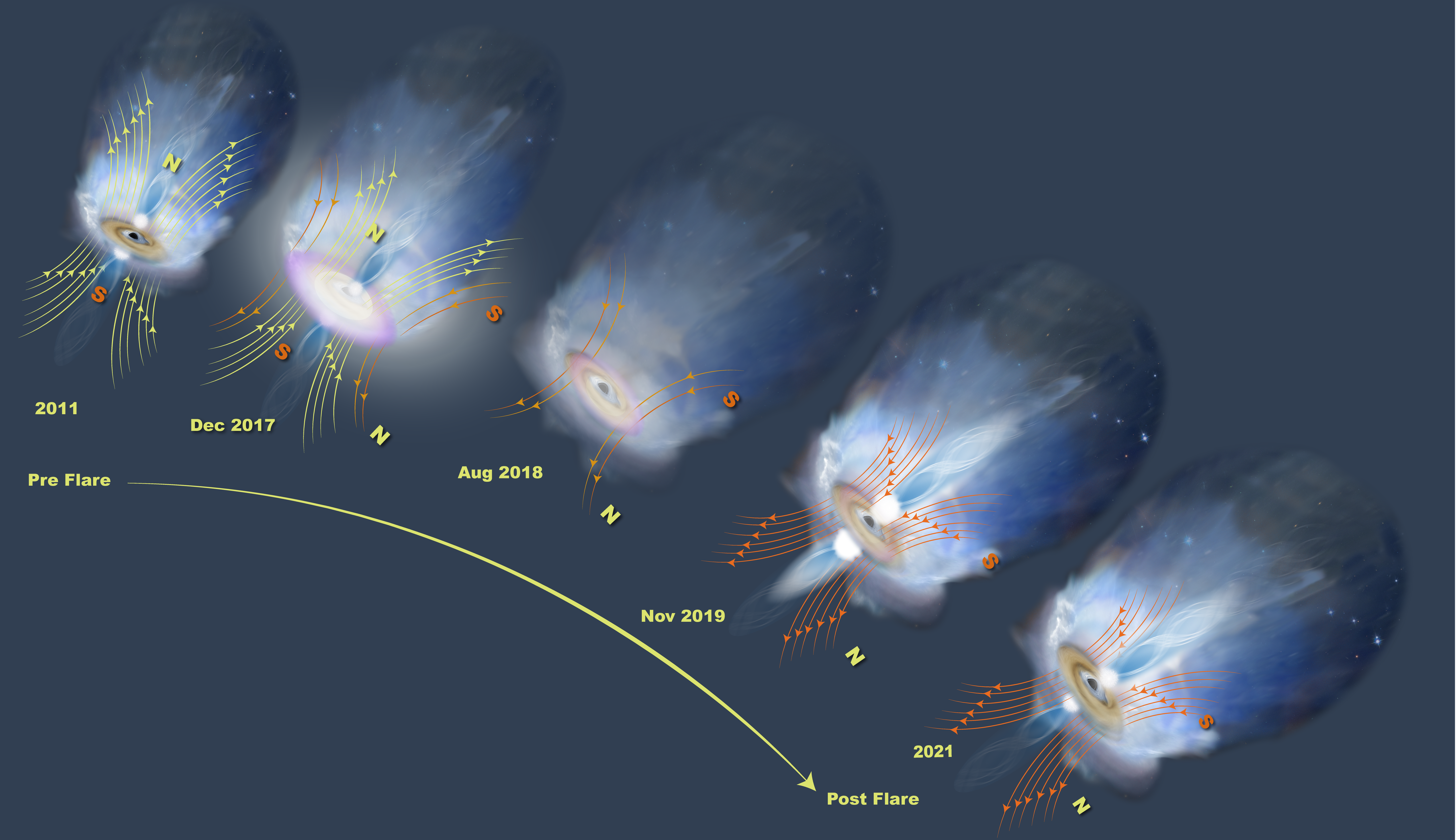
Evoluzione del buco nero nel nucleo di 1ES 1927+65.